# Sylosis
Sylosis er et engelsk melodisk dødsmetal band fra Reading, dannet i 2000. Bandet har udgivet to EPer og debut albummet Conclusion of an Age.

## Medlemmer
- Jamie Graham – Vokal
- Josh Middleton – Guitar
- Alex Bailey – Guitar
- Carl Parnell – bas
- Rob Callard – Trommer

### Tidligere medlemmer
- Ben Hollyer – Vokal
- Adam Mayes – Vokal
- Gurneet Ahluwalia – Guitar
- Dan Peirce – Vokal
- Glen Chamberlain – vokal
- Richard Zananiri – Guitar
- Dave Anderson – Vokal
- Jay Colossus – Trommer
- Chris Steele – Trommer

## Diskografi

### EPer
- Casting Shadows (2006)
- The Supreme Oppressor (2008)

### Albums
- Conclusion of an Age (2008)